# Lago Lubāns
El lago Lubāns es un lago situado en Letonia (en letón: Lubāns, Lubānas ezers or Lubāna ezers). El lago está situado en el centro de la vega del este de Letonia. Es un lago poco profundo de drenaje, alimentado por los ríos Rēzekne, Malta, Malmuta y Lisinja y algunos arroyos menores, con salidas hacia el río Aiviekste y el río Daugava.
Tras unas inundaciones primaverales en 1926, se construyeron varias presas y canales. De esta forma, la elevación del lago está controlada, dejando que fluctúe entre aproximadamente 90 y 93 metros sobre el nivel del mar. Cuando el lago se sitúa en los 90,75 metros de altitud, tiene un área de 25 kilómetros cuadrados, superficie que se incrementa hasta los 100 kilómetros cuadrados para una altitud de 92,75 metros.
El complejo de humedales de Lubāns, con una superficie de 48.020 hectáreas 56°49′N 026°54′E / 56.817, 26.900 es el sitio Ramsar n.º 1.384 desde el año 2002. Es el humedal más grande de Letonia, que abarca no sñolo el lago Lubāns, de escasa profundidad, sino también zonas distintas, como áreas pantanosas, praderas inundadas o bosques húmedos; en total, están representados 15 hábitats protegidos de importancia europea. Es importante sobre todo por mantener especies de aves raras propias de los pantanos, más de 26 000 aves acuáticas que descansan aquí durante la migración de la primavera, especialmente grupos grandes de cisnes (cisne chico, cisne cantor). Y en el sitio se ampara a algunas especies especialmente protegidas: aves como pigargo europeo, águila moteada, agachadiza real, guion de codornices y mamíferos como castor europeo, nutria europea, lobo, oso pardo o lince boreal. 